# Храм Ґуаньду
Храм Ґуаньду — видатний китайський храм у районі Тайбою Бейту, Тайвань, присвячений богині Мадзу.

## Історія
Спочатку храм був побудований у 1712 році. Він також був відомий як храм Ліншань через розташування на горі Лінг.

## Архітектура
У храмі стоять різьблені стовпи драконів, кам'яні леви та настінні скульптури. Дверні боги мають форму рельєфної різьби. Крокви та балки також вирізані та пофарбовані. Образ Мадзу сидить на головному вівтарі.

## Як дістатись
До храму можна дістатися за декілька хвилин ходьби на південь від станції Ґуаньду метро Тайбей.